# Creation引擎
Creation引擎（英語：Creation Engine），直译创造引擎，是贝塞斯达游戏工作室基于Gamebryo开发的3D游戏引擎。贝塞斯达游戏工作室已经使用创造引擎开发了三款角色扮演电子游戏：《上古卷轴V：天际》、《辐射4》和《辐射76》。以及使用升级后的Creation引擎2开发的《星空》。

## 使用Creation引擎的游戏

### Creation引擎
- 《上古卷轴V：天际》（2011）[1]
- 《辐射4》（2015）[2]
- 《辐射76》（2018）[3]

### Creation引擎2
- 《星空》（2023） [4]
- 《上古卷轴VI》（待定） [5]